# The Ultimate Fighter: Team GSP vs. Team Koscheck Finale
The Ultimate Fighter: Team GSP vs. Team Koscheck Finale（ジ・アルティメット・ファイター：チーム・ジーエスピー・バーサス・チーム・コスチェック・フィナーレ、別名The Ultimate Fighter 12 Finale）は、アメリカ合衆国の総合格闘技団体「UFC」の大会の一つ。本大会はリアリティ番組「The Ultimate Fighter」シーズン12のフィナーレとして、2010年12月4日、ネバダ州ラスベガスのザ・パールで開催された。

## 大会概要
本大会のメインイベントでは、ジョナサン・ブルッキンズ対マイケル・ジョンソンのThe Ultimate Fighterシーズン12ライト級トーナメント決勝が行われ、ブルッキンズがジョンソンを降してシーズン12優勝者となった。

## ルール改正
UFCがWECを統合したことにより、本大会よりフェザー級（145ポンド、65.8kg）とバンタム級（135ポンド、61.2kg）が設置された。

## 試合結果

### プレリミナリィカード
第1試合 ミドル級 5分3R
○  デイブ・ブランチ vs.  リッチ・アトニート ×
3R終了 判定3-0（30-27、30-27、30-27）
第2試合 フェザー級 5分3R
○  パブロ・ガーザ vs.  フレジソン・パイシャオン ×
1R 0:51 KO（跳び膝蹴り）
第3試合 138ポンド契約 5分3R
○  ニック・ペース vs.  ウィル・カンプザーノ ×
2R 4:33 ピロリーチョーク
※ペースの体重超過によりバンタム級から変更
第4試合 ライト級 5分3R
○  カイル・ワトソン vs.  サコ・シビチアン ×
3R終了 判定3-0（30-27、30-27、29-28）
第5試合 フェザー級 5分3R
○  イアン・ラブランド vs.  テイラー・トナー ×
3R終了 判定3-0（30-27、30-26、29-28）
第6試合 ライト級 5分3R
○  コーディ・マッケンジー vs.  アーロン・ウィルキンソン ×
1R 2:03 ギロチンチョーク

### メインカード
第7試合 フェザー級 5分3R
○  レオナルド・ガルシア vs.  ナム・ファン ×
3R終了 判定2-1（29-28、27-30、29-28）
第8試合 ウェルター級 5分3R
○  リック・ストーリー vs.  ジョニー・ヘンドリックス ×
3R終了 判定3-0（29-28、29-28、29-28）
第9試合 ミドル級 5分3R
○  デミアン・マイア vs.  ケンドール・グローブ ×
3R終了 判定3-0（29-28、29-28、29-28）
第10試合 ライトヘビー級 5分3R
○  ステファン・ボナー vs.  イゴール・ポクライェク ×
3R終了 判定3-0（29-26、29-26、29-26）
第11試合 TUF 12ライト級トーナメント 決勝 5分3R
○  ジョナサン・ブルッキンズ vs.  マイケル・ジョンソン ×
3R終了 判定3-0（29-28、29-28、29-27）
※ブルッキンズがトーナメント優勝

### 各賞
ファイト・オブ・ザ・ナイト： レオナルド・ガルシア vs. ナム・ファン
ノックアウト・オブ・ザ・ナイト： パブロ・ガーザ
サブミッション・オブ・ザ・ナイト： コーディ・マッケンジー
各選手にはボーナスとして3万ドルが授与された